# إدوارد دوبويس
إدوارد دوبويس (بالفرنسية: Edouard Dubois)‏ هو لاعب غولف فرنسي، ولد في 14 مارس 1989 في ليبورني في فرنسا.

## وصلات خارجية
- إدوارد دوبويس على موقع رابطة أوروبا للاعبي الغولف المحترفين (الإنجليزية)
- إدوارد دوبويس على موقع التصنيف العالمي الرسمي للغولف (الإنجليزية)